# يان هيرون
يان هيرون (بالإنجليزية: Ian Herron)‏ هو لاعب دوري الرغبي أسترالي، ولد في 1 أكتوبر 1971 في بلفاست في المملكة المتحدة.